# Klasztor Benedyktynów w Orłowej
Klasztor benedyktynów w Orłowej – dawne opactwo benedyktynów powstałe ok. 1268 w Orłowej na Śląsku Cieszyńskim.

## Historia
Orłowa została po raz pierwszy wzmiankowana w dyplomie papieża Grzegorza IX wystawionym 7 grudnia 1227 roku na Lateranie dla benedyktynów tynieckich. W 1229 papież ten wystawił kolejną bullę dla tynieckich benedyktynów zatwierdzający ich posiadłości w okolicy Orłowej, mianowicie były to: Cierlicko, Dąbrowa, Kocobędz, Lacbanty (obecnie nieznane), Orłowa, Ostrawa, Puńców, Wierzbica, Zabłocie i Żuków, a także inne miejscowości sąsiedniej kasztelanii raciborskiej. Prawdopodobne jest, że już wówczas benedyktyni wybudowali w Orłowej kaplicę.
W 1268 mocą dokumentu wystawionego przez Władysława opolskiego ufundowany został w Orłowej klasztor benedyktynów. Klasztor ten według tego dokumentu a także w latach następnych znajdować się miał w zależności od tynieckiego klasztoru, był jego filią. Jednym z motywów jakim najpewniej kierował się książę opolsko-raciborski Władysław fundując klasztor benedyktyński w kasztelanii cieszyńskiej było umocnienie granicy jego księstwa od południa, od strony Moraw, bacząc na jego niedawny konflikt z Przemysłem Ottokarem II i zbliżające się osadnictwo morawskie za Ostrawicą.
W chwili fundacji na uposażenie klasztoru składało się 6 wiosek: Orłowa, Solca (z karczmą), Dąbrowa, Kocobędz, Wierzbica (bez karczmy) i Zabłocie. Oprócz tego benedyktyni mogli pobierać dochody z karczm i dziesięcin w Żukowie, Cierlicku, Ostrawie (Polskiej) i Lacbantach. Ponadto pod koniec XIII wieku orłowscy mnisi posiadali prawo do dochodów z Gorzyc, Uchylska i Gołkowic w kasztelanii raciborskiej. W przeprowadzonej zapewne przez benedyktynów akcji kolonizacyjnej powstały kolejne zależne od nich wsie: Łazy, Poręba, Rychwałd, Żermanice, a być może również Lutynia Polska, Lutynia Niemiecka i Kula. Mnisi zostali również obdarowani na podległym im obszarze regaliami rybnymi i łowieckimi, podatkiem pomocnym, immunitetem sądowym, dochodami z opłat sądowych, immunitetem ekonomicznym, zwolnieniem z obowiązku służby wojskowej w wojnie obronnej i udziału w budowie grodów. Z kolei pod opieką orłowskich benedyktynów oprócz kościoła klasztornego były kościół w Solcy, w Boguminie (przez pewien czas), w Wierzbicy, kaplica w Cierlicku na Kościelcu.
Pierwszym opatem w Orłowej został przysłany z Tyńca ojciec Jan. To jemu przypisuje się rozbudowę kaplicy/kościoła oraz wzniesienie pierwszych zabudowań klasztornych. Towarzyszyć mu mogło od kilku do kilkunastu mnichów. W 1290 powstało nowe księstwo cieszyńskie, które objęło również dobra tynieckie. Niebawem opat Jan przekazał, za zgodą zwierzchnika z Tyńca, księciu cieszyńskiemu prawa własności Wierzbicy. W czasie funkcjonowania księstwa cieszyńskiego mnisi nie byli zbytnio objęci opieką jego władców. W następnym stuleciu i na początku XV wieku popadli w kryzys. Kolejni opaci wyprzedawali swe dobra. W połowie XV wieku nie posiadali już żadnych praw do Cierlicka, Kocobędza i Solcy. Sprzedawali też części wsi, np. Żukowa co przyczyniło się do powstania szlacheckiego Żukowa Górnego. Utracili również prawo do pobierania dochodów ze wspomnianych wyżej trzej wiosek w kasztelanii raciborskiej.
Działający w latach 60. XV wieku opat Jan (III) wzniósł w Orłowej nowy kościół pw. Wniebowzięcia NMP i Trójcy Przenajświętszej, poświęcony w 1466 w święto Wniebowzięcia NMP, w obecności biskupa Jodoka wrocławskiego, Jana krakowskiego i biskupa tytularnego Pawła. Kościół ten za sprawą przywileju odpustowego nadanego przez biskupa Rudolfa z Rüdesheimu stał się celem lokalnego ruchu pielgrzymkowego. Jednakowoż sytuacja polityczna panująca na Śląsku przyczyniła się do stagnacji Orłowej trwającej do lat 90. XV wieku. W 1513 roku, za opata Andrzeja Gniadego, dokonano modernizacji budynków klasztornych. Aby sfinansować modernizację opat Andrzej Gniady sprzedał w 1511 gospodę w sąsiedztwie klasztoru, a także odkupił dochodowe dziedziczne wójtostwo w Dąbrowej. Aby jednak zdobyć na to pieniądze zastawił Zabłocie szlacheckiej rodzinie Piotra Osińskiego z Żytnej na Hermanicach. Inwestycje te mogły okazać się nietrafione, gdyż kryzys finansowy klasztoru się tylko pogorszył. Wprawdzie udało się na krótko odzyskać Zabłocie, jedna za rządów kolejnego opata Wincentego wieś ta została definitywnie sprzedana, Janowi Sedlnickiemu z Choltic na Polskiej Ostrawie. Transakcja ta odbyła się w dwóch ratach spłaconych w 1530 i 1532. Tym samym majątek benedyktynów uszczuplił się do sześciu wiosek: Orłowej, Lutyni Polskiej, Lutynie Niemieckiej, Łaz, Poręby, Rychwałdu, części Dziećmorowic, ponadto posiadali jeszcze nieliczne karczmy, np. w Żukowie Dolnym.
Gdy w 1545 do samodzielnych rządów doszedł w księstwie cieszyńskim Wacław III Adam, na podległym mu obszarze rozpoczęła się Reformacja, objawiająca się m.in. sekularyzacją dóbr zakonnych. Nie ominęła ona klasztoru w Orłowej. Wczesnym latem 1545 książę podjął decyzję o usunięciu opata Michała Pielesza. W obronie benedyktynów stawił się król Polski Zygmunt I Stary, szukając również wsparcia u króla czeskiego Ferdynanda I, który zwrócił się do księcia aby ten oddał skonfiskowane wioski. Wacław III Adam przez kilka lat nie ustępował, po czym zwrócił mnichom niewielką część ich dawnych posiadłości. Po śmierci opata Michała Pielesza 22 lutego 1560 zastąpił go opat Andrzej Burzyński, który podjął próbę rewindykacji dalszych dóbr. Wywołało to efekt odwrotny od zamierzonego, gdyż książę cieszyński przepędził go i ostatecznie skonfiskował resztkę dóbr klasztornych, wcielając je do frysztackiego klucza dóbr książęcych. Nie powiodły się próby odżegnania księcia Wacława III Adama od rozsprzedania dawnych dóbr benedyktynów przez opatów tynieckich w latach 60. i 70. XVI wieku, którzy uważali jego działania za bezprawne i łamiące prawo własności. Budynek klasztorny został z czasem rozebrany, a jego budulec posłużył do wybudowania przez właściciela Rychwałdu, Bernarda Barskiego z Bastie, renesansowego zamku i kościoła św. Anny w Rychwałdzie.
Benedyktyni nigdy już nie odzyskali swych dóbr, choć bardzo starał się o to wybrany w 1710 na ojca i opata orłowskiego ojciec Lambert Klöhn, a po tym jak nie uzyskał wsparcia tynieckich przełożonych i odsunięto go z urzędu w 1718 doprowadził do podporządkowania klasztoru orłowskiego czeskiej kongregacji benedyktynów w Broumovie. Odtąd proboszczów do obsługi parafii pw. Narodzenia Maryi Panny mianowano w klasztorze broumovsko-břevnovskim. W 1769 powstał nowy dekanat w Karwinie, do którego przeniesiono parafię w Orłowej. Po wojnach śląskich i oddzieleniu granicą od diecezjalnego Wrocławia, będącego w odtąd w Królestwie Prus, do zarządzania pozostałymi w monarchii Habsburgów parafiami powołano w 1770 Wikariat generalny austriackiej części diecezji wrocławskiej.